# Trisateles trilinealis
Trisateles trilinealis är en fjärilsart som beskrevs av Bremer 1864. Trisateles trilinealis ingår i släktet Trisateles och familjen nattflyn. Inga underarter finns listade i Catalogue of Life.